# Тамарин чорний
Тамарин чорний (Saguinus niger) — вид широконосих приматів родини ігрункові (Callitrichidae). Вид поширений у тропічних лісах на півночі Бразилії у штатах Пара та Мараньян. Тіло чорного забарвлення завдовжки 23-37 см, хвіст — 30-40 см, вага до 400 г. Живиться фруктами, деревним соком та комахами.